# Helpup
Helpup är en Ortsteil i Oerlinghausen i det tyska förbundslandet Nordrhein-Westfalen. Helpup, som är beläget norr om Teutoburgerskogen, hade 4 789 invånare år 2008.